# Museum Schloss Steinheim
Das Museum Schloss Steinheim ist ein historisch-archäologisches Museum im Schloss Steinheim in der Altstadt von Hanau-Steinheim. Es gehört zu den Museen der Stadt Hanau und widmet sich der regionalen Vor- und Frühgeschichte, der Römerzeit und der Steinheimer Stadtgeschichte.

## Geschichte des Hauses
Nach der Gebietsreform in Hessen 1974 (Eingemeindung Steinheims und Großauheims nach Hanau) wurde eine Neuordnung der Museumslandschaft notwendig. Es entstanden in der Obhut der Hanauer Museumsverwaltung die Museen in Großauheim und Steinheim. In Steinheim hatte bereits seit 1929 ein Museum des örtlichen Heimat- und Geschichtsvereins bestanden.
Nach umfangreichen Restaurierungsarbeiten und archäologischen Untersuchungen konnten die ersten Abteilungen im Dezember 1986 eröffnet werden. Das Museum übernahm die Abteilung Vor- und Frühgeschichte des Historischen Museums Hanau, die besonders aus Beständen des seit seiner Gründung traditionell archäologisch im Altkreis Hanau tätigen Hanauer Geschichtsvereins zusammengestellt war. Die Dauerausstellung wurde konzipiert von Sabine Wolfram, der heutigen Leiterin des Staatlichen Museum für Archäologie Chemnitz. Im Obergeschoss ist die Schlossgeschichte zusammen mit der Steinheimer Ortsgeschichte ausgestellt.

## Räumlichkeiten

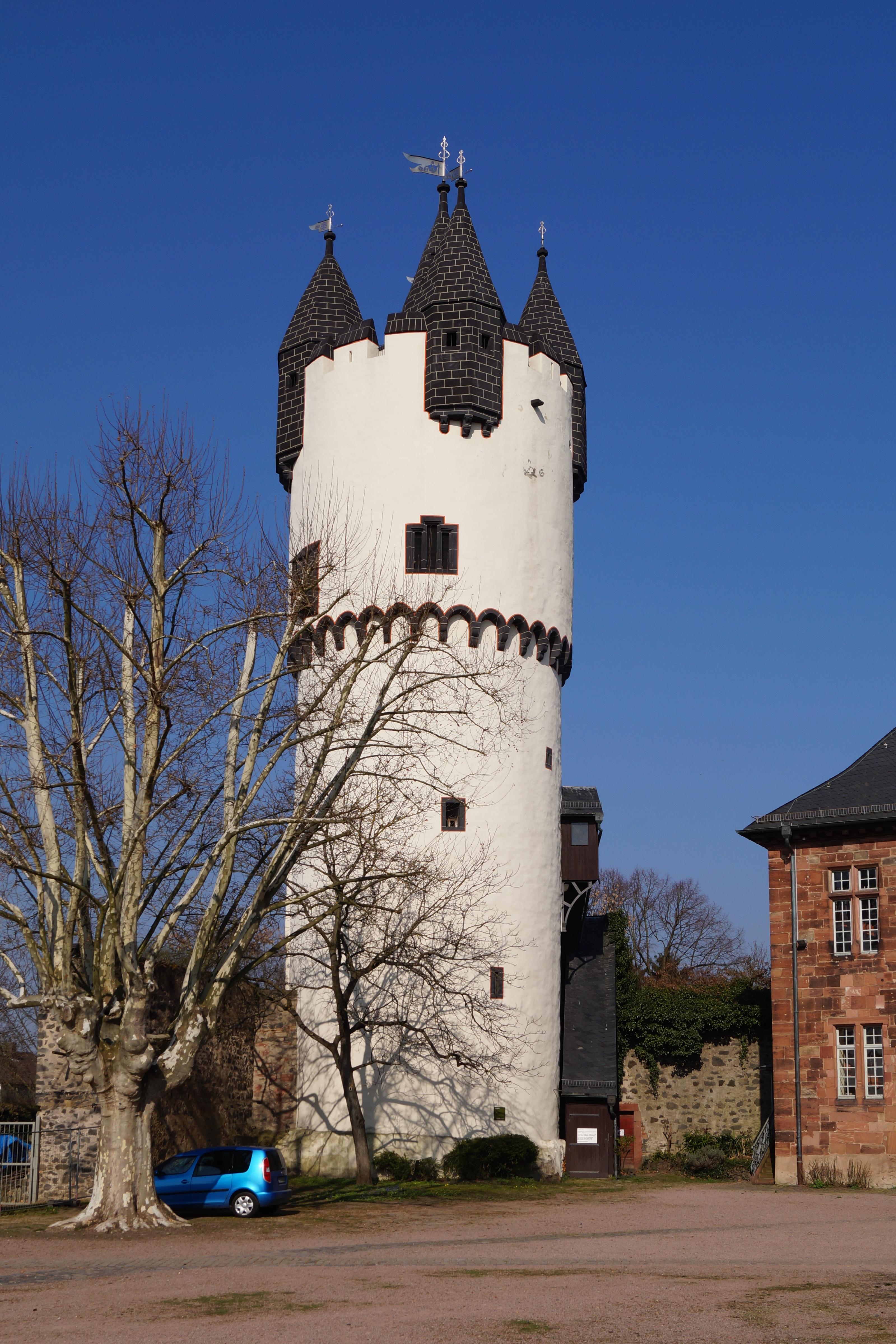
Der Bergfried des Schlosses kann bestiegen werden.

Die Dauerausstellung des Museums befindet sich größtenteils im mainseitigen Flügel des Hauptgebäudes im kurmainzischen Schloss. Besteigungen des Bergfriedes sind in den Sommermonaten möglich. Vom Wehrgang des Turmes bietet sich eine gute Sicht über große Teile des Rhein-Main-Gebietes. Der Schlosshof wird gelegentlich zu museumspädagogischen Zwecken genutzt. Im Marstall finden wechselnde Sonderausstellungen des Museums statt.

## Sammlung
Die Sammlung des Museums ist chronologisch aufgebaut und beginnt mit den ältesten menschlichen Funden im Erdgeschoss. Das Museum besteht aus den Abteilungen Alt- und Jungsteinzeit, Bronzezeit, Eisenzeit, Römerzeit, Frühmittelalter, Burg- und Schlossgeschichte sowie Ortsgeschichte.
Das Museum bietet außerdem ein umfangreiches museumspädagogisches Programm an. Dieses umfasst unter anderem „Leben und Arbeiten in der Steinzeit“, „Kochen nach römischen Rezepten“ und „Brotbacken im Lehmofen“.

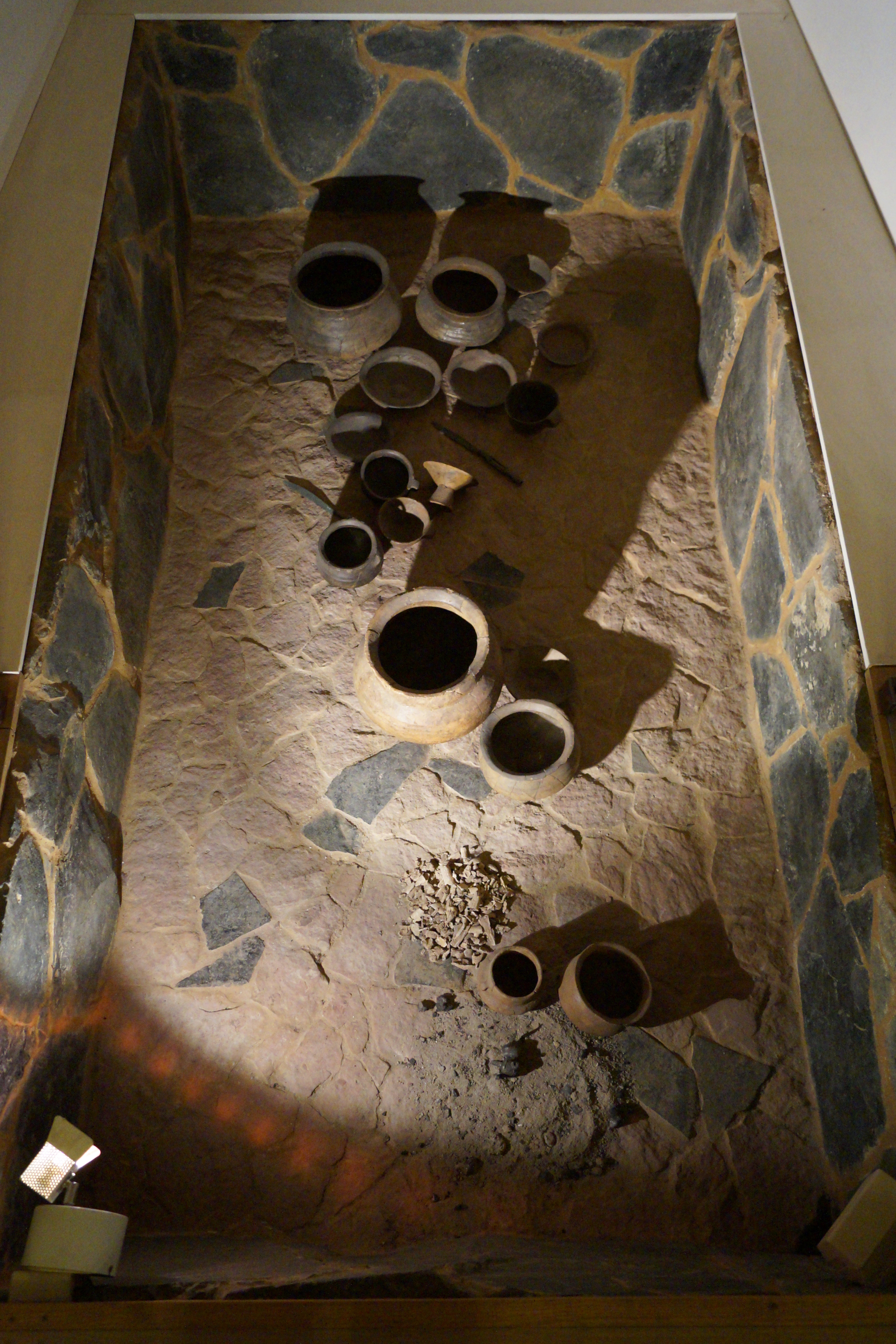
Steinkammergrab aus dem Bruchköbeler Wald

### Erdgeschoss

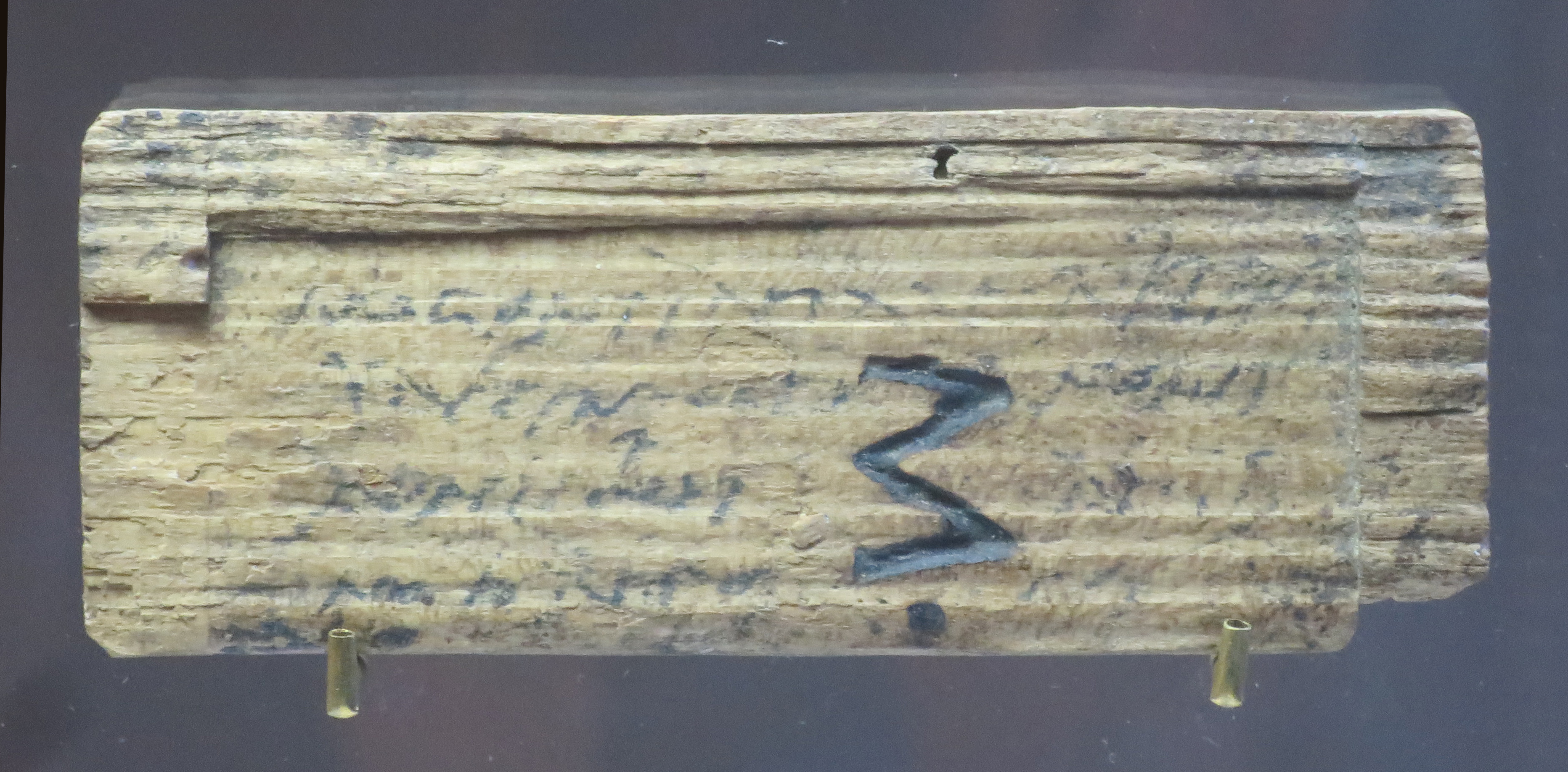
Römische Quittung vom Salisberg

Die Ausstellung in den ersten Räumen des Erdgeschosses stellt die mittel- und altsteinzeitlichen Jäger und Sammler der Lebens- und Wirtschaftsweise der Jungsteinzeit gegenüber. Begleitet wird dies durch einen Film über die ältesten Menschen und ein großes Modell einer linearbandkeramischen Siedlung.
Die Abteilung Bronzezeit zeigt besonders Grabfunde aus dem Altkreis Hanau, darunter solche aus dem Hügelgräberfeld „Töngeswald“ bei Maintal-Hochstadt, „Galgentanne“ bei Steinheim und ein Steinkammergrab, das zu einem beim Bau der Autobahnabfahrt Hanau-Nord (A66) zerstörten Gräberfeld gehört. Aus der späten Urnenfelderzeit liegen Depotfunde vom Hanauer Dunlop-Gelände und aus Hochstadt vor.
Die Funde der Eisenzeit sind gegenüber den Epochen davor und danach nicht so zahlreich vertreten. Sie widmen sich der Eisenverarbeitung und dem Themenkomplex der ethnischen Zugehörigkeit der Bewohner der Region zu den Kelten oder Germanen.

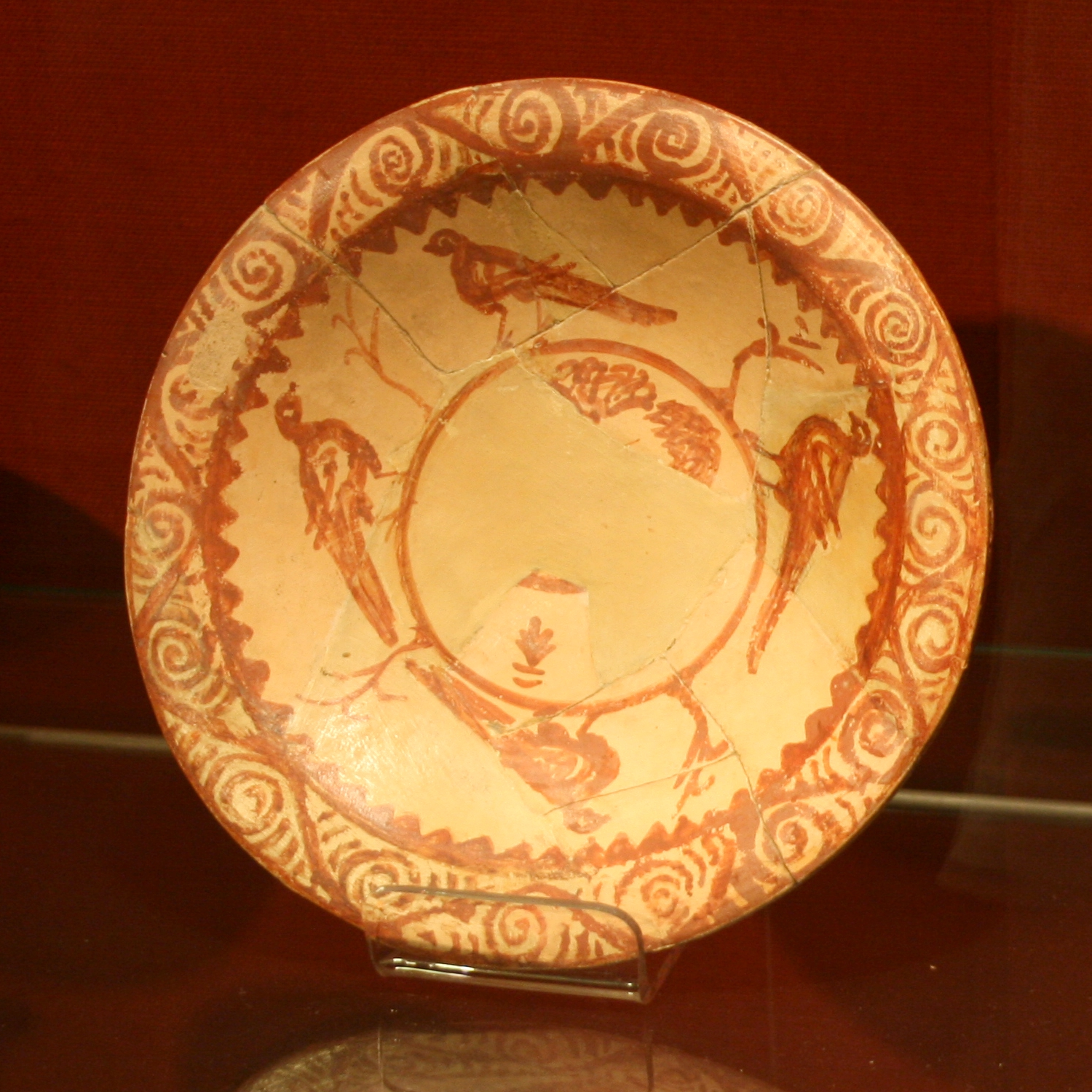
Bemalter Teller sogenannter Wetterauer Ware, 1./2. Jahrhundert n. Chr., Fundort: Hanau-Salisberg.

Die römische Abteilung ist mit besonders qualitätvollen Funden vertreten. Blickfang ist der Münzschatz aus dem Vicus von Hanau-Salisberg. Vom Mainknie auf der Steinheimer Seite gibt es zahlreiche militaria-Funde, möglicherweise ein Depotfund aus der Zeit des Limesfalls. Während die beiden weiteren Kastelle auf dem Hanauer Stadtgebiet (Kastell Kesselstadt und Kleinkastell Neuwirtshaus) nur wenige Funde erbrachten, sind durch die Grabungstätigkeit des Hanauer Geschichtsvereins besonders zahlreiche Stücke aus den benachbarten Limeskastellen Rückingen und Großkrotzenburg in den Bestand des Museums gelangt. Neben Funden aus diesen Kastellen enthält die Sammlung einige Stücke aus der Zivilsiedlung am Salisberg. Außer dem Münzschatz ist die Quittung vom Salisberg hervorzuheben, das älteste taggenau datierte und erhaltene Schriftstück in Deutschland – auf einem Holztäfelchen.
In einem Kellergewölbe des Schlosses wurde ein Mithräum mit dem drehbaren Relief aus Rückingen nachgebaut. Einige Inschriften ergänzen diese Steinsammlung.

### Obergeschoss
Die vor- und frühgeschichtliche Abteilung wird in den ersten Räumen des Obergeschosses abgeschlossen durch das Frühmittelalter, vertreten durch ein bedeutendes Reitergrab aus Windecken (7. Jahrhundert) und eine reiche Bestattung aus dem 8. Jahrhundert, die in Dörnigheim entdeckt wurde. Lebens- und Wirtschaftsweise dieser Zeit werden durch Repliken und einige Originalgegenstände nachgestellt.
Einen großen Teil des oberen Stockwerks nimmt die Baugeschichte des Schlosses als kurmainzischer Amtssitz ein. Ausgestellt werden eine Sandsteinsäule mit Kapitell (um 1220/50) und einige Ofenkacheln. Ein vollständiges Inventar vom Ende des 18. Jahrhunderts gibt einen Einblick in den Hausrat des Amtssitzes (Amt Steinheim) im Steinheimer Schloss.
In der stadtgeschichtlichen Abteilung befindet sich ein Modell der Stadt Steinheim um das Jahr 1560. Dem gegenüber stehen Ortsansichten von Matthäus Merian und Daniel Meisner (17. Jahrhundert), Anton Radl (19. Jahrhundert) sowie Fotografien aus dem frühen 20. Jahrhundert. Die Kirchengeschichte wird durch Fußfallstationen des Steinheimer Kreuzwegs illustriert. Aus der Zeit der Industrialisierung werden einige Exponate der örtlichen Tabak- und Druckindustrie dieser Zeit gezeigt.